# Referenzfläche
Eine Referenz- oder Bezugsfläche ist eine gedachte Fläche, auf die sich Berechnungen oder Messungen beziehen. Sie ist oft ein idealisiertes, vereinfachtes Modell realer Flächen, deren messtechnische oder mathematische Erfassung unmöglich, zu aufwendig oder unangemessen wäre. Als geometrische Referenzfläche wird daher ein Ellipsoid, eine Kugel oder eine Ebene verwendet.

## Isofläche
Eine Isofläche verbindet Punkte gleicher Eigenschaft oder gleichen Wertes:
- Isobare = Flächen gleichen Drucks, z. B. des atmosphärischen Druckes zur Angabe von Flughöhen
- Äquipotentialfläche, z. B. des Schwerefeldes der Erde und anderer Himmelskörper

## Höhenbezugsfläche
Höhenbezugsflächen der Erde berücksichtigen die Abweichung der mittleren Form der Erde von einer Kugel bzw. die Abweichung der Schwerefeld-Isofläche von einem Ellipsoid:
- Nullniveau
- Meeresspiegel (Meeresniveau)
- Referenzellipsoid (Normalellipsoid, Erdellipsoid, Niveauellipsoid)
- Geoid
- Quasigeoid
- Normalhöhennull (aktuelle Höhenbezugsfläche in Deutschland)
- Äquipotentialfläche, z. B. des Schwerefeldes der Erde und anderer Himmelskörper

## Waldwirtschaftliche Referenzflächen
Der Begriff Referenzfläche wird auch im Bereich der ökologischen Forstwirtschaft verwendet, wo zu einer bewirtschafteten Fläche eine naturbelassene Referenzfläche mit ähnlichen Voraussetzungen als Vergleichsfläche dient. Diese Fläche soll helfen Informationen über die natürliche Waldentwicklung zu bekommen, um die ökologische Waldnutzung zu fördern. Die Flächen sollte mindestens 20 ha groß sein. Dabei wird nach dem FSC-Zertifizierungssystem für öffentliche Wälder festgeschrieben, dass auf 5 % der Waldflächen dauerhaft keinerlei forstliche Bewirtschaftung erfolgen darf. Der Deutsche Forstwirtschaftsrat sprach sich 2010 gegen die Übernahme dieses Standards aus, da er nach Ansicht des Ratsvorsitzenden den Klimaschutz eher hemmt, als diesen zu fördern:

„Weder die Ausweisung von Referenzflächen, also Flächen, in denen keine Holznutzung mehr stattfinden darf, noch die Änderung in der Baumartenwahl durch die langfristige Reduzierung der Nadelbaumanteile von derzeit 45 % auf max. 20 % sind geeignete Kriterien, um durch Nutzung von Holz dem Klimawandel zu begegnen. Nur durch den vermehrten Einsatz von nachhaltig produziertem Holz kann langfristig CO2 gebunden und der Atmosphäre entzogen werden.“